# Karabiivka, Teofipol
Karabiivka (în ucraineană Карабіївка) este localitatea de reședință a comunei Karabiivka din raionul Teofipol, regiunea Hmelnîțkîi, Ucraina.

## Demografie
Componența lingvistică a localității Karabiivka
     Ucraineană (99,22%)
     Alte limbi (0,78%)
Conform recensământului din 2001, majoritatea populației localității Karabiivka era vorbitoare de ucraineană (99,22%), existând în minoritate și vorbitori de alte limbi.